# Kali ethoxide
Kali ethoxide còn được gọi là kali etanolat, là một chất dạng bột màu trắng hoặc vàng với công thức hóa học C
2H
5OK. Kali ethoxide có chứa một ion ethoxide, là nhóm liên hợp của etanol, làm cho hợp chất này có khả năng phản ứng mạnh. Nó thủy phân trong nước để tạo ra etanol và kali hydroxide.

## Ứng dụng
Kali ethoxide được sử dụng như là một base mạnh, tương tự như natri methoxide và kali methoxide và kali tert-butoxit. Kali ethoxit dùng làm chất xúc tác trong etanol để có thể thực hiện phản ứng trao đổi este tạo ra etyl este. Natri ethoxide hoặc kali ethoxide cũng là một base thích hợp cho việc tổng hợp malonic este từ đietyl malonat, vì bất kỳ phản ứng trao đổi este nào cũng không dẫn tới xáo trộn este.

## An toàn
Kali ethoxide ổn định, nhưng cũng rất dễ cháy và bị ăn mòn. Hợp chất này phản ứng mạnh với nước, nếu hợp chất tiếp xúc với không khí ẩm, nó có thể nóng lên và bắt cháy. Để bảo quản cần cách li với không khí, độ ẩm, nước, axit, các tác nhân oxy hóa và các chất khử. Nó cũng có thể gây bỏng da nghiêm trọng.